# Saint-Pé-Delbosc
Saint-Pé-Delbosc är en kommun i departementet Haute-Garonne i regionen Occitanien i södra Frankrike. Kommunen ligger i kantonen Boulogne-sur-Gesse som tillhör arrondissementet Saint-Gaudens. År 2022 hade Saint-Pé-Delbosc 144 invånare.

## Befolkningsutveckling
Antalet invånare i kommunen Saint-Pé-Delbosc
Referens:INSEE